# Marcus (Avunculus) Vetter
Marcus Avunculus, latinisiert aus Markus Vetter (* in Überlingen; † November 1554) war ein deutscher Geistlicher und Theologe.

## Leben
Marcus Vetter wurde in Überlingen geboren. Er war Doktor der Theologie.
1527 wurde er zum Priester für das Bistum Augsburg geweiht. 1531/1532 wurde er Domprediger in Augsburg. 1537 war er Pfarrer in Schwäbisch Gmünd und 1543 Prediger in Dillingen.
1546 ernannte Papst Paul III. ihn zum Titularbischof von Nazianzus und Weihbischof in Augsburg. Damals war Kardinal Otto Truchsess von Waldburg Bischof von Augsburg. Am 13. Juni 1554 resignierte er als Weihbischof.